# Grupa pułkownika Gustawa Orlicz-Dreszera
Grupa pułkownika Gustawa Orlicz-Dreszera – związek taktyczny Wojska Polskiego z okresu wojny polsko-bolszewickiej.

## Struktura organizacyjna
Skład w sierpniu 1920:
- dowództwo grupy
- 8 Brygada Jazdy[a]
- 9 Brygada Jazdy
- VIII Brygada Piechoty